# Накич, Миховил
Миховил Накич(-Войнович) (хорв. Миховил Накић-Војновић; род. 31 июля 1955, Дрниш, Шибенско-Книнская жупания) — югославский баскетболист и тренер, игравший на позиции лёгкого форварда.

## Карьера
В 1979 году стал бронзовым призёром чемпионата Европы в Италии. На летних Олимпийских играх 1980 года в Москве команда Югославии стала олимпийским чемпионом. В 1984 году в Лос-Анджелесе сборная Югославии завоевала бронзу Олимпийских игр.
В 1997—1998 годах Накич тренировал хорватскую команду «Цибона» (Загреб).
Несколько лет был президентом «Цибоны».